# Jurodidae
Jurodidae je čeled brouků. Byli popsáni podle fosilií, ale od roku 1996 je znám jeden žijící druh.
V 70. letech minulého století byl na Ruském dálném východu nalezen jediný exemplář dosud neznámého brouka, pojmenovaný Sikhotealinia zhiltzovae, který byl rozpoznán jako reprezentant dávno vyhynulé čeledi brouků označovaných jako „žijící fosilie“. Brouka popsal slavný ruský entomolog G. Š. Lafer (Г. Ш. Лафер), který dlouho váhal, do kterého ze čtyř podřádů (masožraví, prvožraví, řasožraví, všežraví) vlastně patří. Tuto úlohu nemohl vyřešit až do okamžiku zveřejnění popisu brouka v roce 1996. Zdálo se, že pro tento druh neexistuje odpovídající čeleď. Nakonec se věc vyřešila, když se ukázalo, že se mimořádně shoduje s fosilním broukem Jurodes ignoramus (Ponomarenko, 1985), s nímž patří do jedné čeledi a možná i k jednomu rodu.
Tak se celá senzace dostala do úplně jiné roviny: byl nalezen brouk „živá fosilie“, který byl považován za vymřelého. Pokusy o jeho determinaci se neobešly bez nových objevů a nových záhad. Čeleď Jurodidae, klasifikovaná jako podřád masožraví (Adephaga) byla přesunuta do podřádu prvožraví (Archostemata). Někteří entomologové o tom pochybují, ale nezbývá než čekat dokud se nenajdou další exempláře tohoto druhu, aby mohly být provedeny genetické testy.

## Rody
- Sikhotealinia Lafer, 1996
  - Sikhotealinia zhiltzovae Lafer, 1996
- † Jurodes Ponomarenko, 1985
  - † Jurodes daohugouensis Yan et al., 2014
  - † Jurodes ignoramus Ponomarenko, 1985
  - † Jurodes minor Ponomarenko, 1990
  - † Jurodes pygmaeus Yan et al., 2014
  - † Jurodes shartegiensis Yan, 2014[1]